# John Ellerman
John Reeves Ellerman, 2 baronet (ur. 1910 lub 1909, zm. 1973) – brytyjski baronet, zoolog, filantrop. Syn i spadkobierca 1 baroneta, sir John Reeves Ellermana – armatora i finansisty. Życie poświęcił naukom przyrodniczym. Był uznanym autorytetem w zakresie małych gryzoni.
Główne publikacje Ellermana: 
- „Families and Genera of Living Rodents”[3]
- „Checklist of Palaearctic and Indian Mammals 1758-1946”[4]

Ze względu na zły stan zdrowia, począwszy od połowy lat 50. większość czasu spędzał w Kapsztadzie.
Niedługo przed śmiercią Ellerman przekazał 79% aktywów rodowej spółki Ellerman Lines Ltd do dwóch funduszy
„The Moorgate Fund” (1970) oraz „The New Moorgate Fund” (1971). Z czasem fundusze zbyły udziały Ellerman Lines, a w 1992 roku połączyły się pod nową nazwą: „The John Ellerman Foundation”.